# Traunsee
Il Traunsee è un lago situato in Austria nella regione dell'Alta Austria, che prende nome dal fiume che lo forma, nella zona del Salzkammergut. È il secondo più grande lago del paese. Il lago è circondato da monti tra cui il Traunstein. Tra le città che vi si affacciano ci sono: Gmunden, Ebensee, Altmünster e Traunkirchen.